# Lürzer’s Archiv
Lürzer’s Archiv (international bekannt als Lürzer’s Archive) ist ein zweimonatlich für die Werbe- und Kreativwirtschaft erscheinendes Fachmagazin. Vorgestellt werden Anzeigen, Plakate, Fernsehwerbung, digitale und interaktive Werbung aus aller Welt. Das Magazin wurde 1984 gegründet, hat aktuell eine verkaufte Auflage von 38.000 Exemplaren und wird als „eine der führenden Werbezeitschriften der Welt“ beschrieben.
In der Einleitung zu einem Interview mit Chefredakteur Michael Weinzettl schrieb das rumänische Kulturmagazin Sapte Seri: „Ob sie die Büros einer großen Werbeagentur oder einer kleinen Kreativboutique betreten, überall sehen sie in irgendeinem weißen Regal eine Sammlung Lürzer’s Archiv. Sie finden die Zeitschrift selten am Kiosk, aber jeder, der sich mit Werbung beschäftigt, kennt sie. Für die Werber ist es ihr Werkzeug für Inspiration und kleine ‘unschuldige Diebstähle‘.“
Gründer und Namensgeber des Magazins war Walter Lürzer, Mitbegründer der Werbeagenturen „TBWA Frankfurt“ sowie „Lürzer, Conrad“. Letztere fusionierte 1980 mit „Leo Burnett“. Der Werbetexter, Cannes-Löwen-Gewinner und Kreativdirektor gründete Lürzer’s Archiv im Jahr 1984, die erste Ausgabe erschien im Oktober 1984.
Zunächst angesiedelt in Frankfurt am Main, verlegte die Zeitschrift im Jahr 2002 den Hauptsitz nach Salzburg, bevor die Redaktion und das Management im Jahr 2008 nach Wien zog. Nach dem Tod von Walter Lürzer im April 2011 wurde Chefredakteur Michael Weinzettl zudem Herausgeber der Fachzeitschrift.
Seit 2004 bringt Lürzer‘s Archiv die „200 Best“-Serie heraus. Die Bände präsentieren in regelmäßigen Abständen Arbeiten aus den Bereichen Werbefotografie, Digital Artists, Illustration und Verpackungsdesign. Die jeweils 200 besten Kreativen in der jeweiligen Sparte werden anhand der eingereichten Arbeiten von einer Fach-Jury ausgewählt.
Digitale Kampagnen werden im Lürzer’s Archiv seit Februar 2011 präsentiert. Als digitale Version für iPad und iPhone erscheint Lürzer’s Archiv seit November 2011.
Im Jahr 1997 begann die Verbreitung einer chinesischen Version. 2004 startete die Distribution in Afrika. Zunächst wurden Leser in Nigeria bedient, bevor später das gesamte afrikanische Gebiet beliefert wurde. Im Jahr 2005 begann die Erweiterung des Distributionsgebietes nach Osteuropa in Rumänien.
Derzeit erscheint das Magazin in vier Ausgaben: Deutsch, International, USA und Chinesisch. Es wird in 68 Ländern im Abonnement sowie im ausgewählten Fachbuch- und Pressehandel vertrieben.
Der Lürzer’s Archiv „Student of the Year Award“ wird seit 2005 vergeben, um die weltweit kreativsten Nachwuchstalente zu finden und auszuzeichnen. Studenten von Hochschulen aus der ganzen Welt können ihre Arbeiten einreichen und Werbeprofis darüber abstimmen lassen. Eine Jury um Michael Weinzettl kürt den Gewinner aus den besten fünf Finalisten.